# Procoryphaeus wallacei
Procoryphaeus wallacei är en skalbaggsart som först beskrevs av Sylvain Auguste de Marseul 1864.  Procoryphaeus wallacei ingår i släktet Procoryphaeus och familjen stumpbaggar. Inga underarter finns listade i Catalogue of Life.